# Бэйханский университет

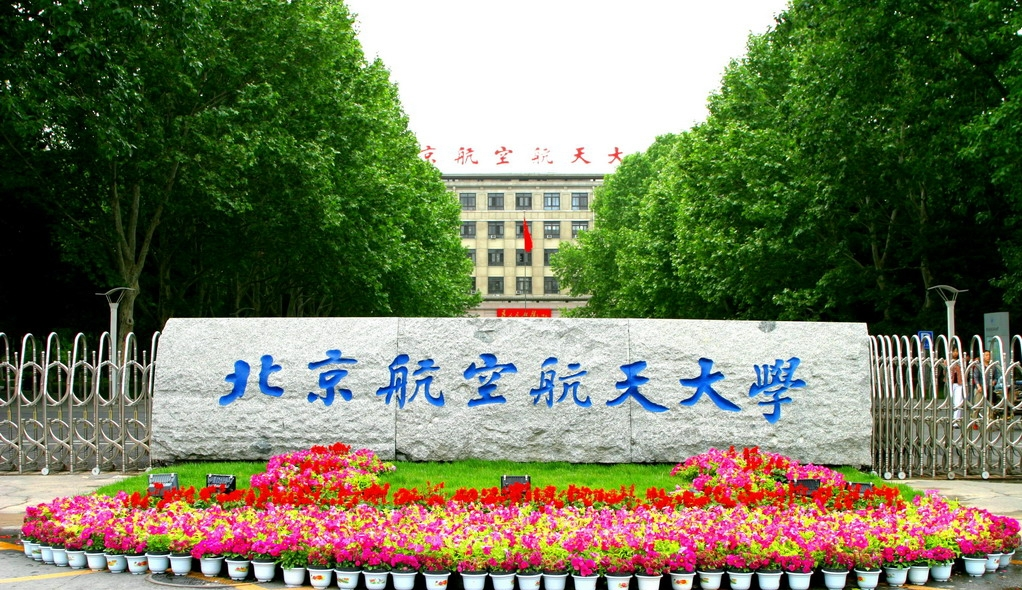
Восточные ворота университета

Бэйханский университет, полное название — Пекинский университет авиации и космонавтики (в 2002 году для лучшего продвижения бренда университета на мировом рынке Учёный совет ПУАиК решил использовать в материалах на английском языке короткую аббревиатуру «БэйХан») (кит. трад. 北京航空航天大學, упр. 北京航空航天大学, сокр. BUAA) — китайский государственный университет. Бейхан — один из сильнейших технических университетов в Китае и имеет большое влияние на авиационную и космическую промышленность страны. Находится в Пекине.
BUAA основан 25 октября 1952 года на территории около 100 гектаров путём слияния авиационных факультетов Университета Цинхуа, Сямэньского университета, Сычуаньского университета, Юньнаньского университета и некоторых других университетов.
В настоящий момент университет состоит из 17 школ и 6 факультетов. В университете преподают более 3 300 специалистов, из которых 10 — члены Китайской Академии Наук, более 1400 профессоров, 290 профессоров аспирантуры. Всего в университете проходят обучение более 26 000 студентов, из которых 1300 — аспиранты, более 5000 — магистры, более 14 000 — бакалавры и более 300 — иностранные студенты. При университете имеются 42 научно-исследовательских центра и 89 лабораторий. Библиотека университета содержит более 1,2 миллиона книг.

## Знаменитые выпускники
- Ци Фажэнь — разработчик серии космических кораблей «Шэньчжоу»
- Ван Юнчжи (также учился в МАИ) — разработчик серии космических кораблей «Шэньчжоу».
- Ли Пэйяо, заместитель председателя ПК ВСНП (1992—1996)
- Чжан Гогуан, губернатор провинций Хубэй и Ляонин
- Чжу Кайсюань, министр образования КНР (1993—1998)